# 亚基马陨击坑
亚基马陨击坑（Yakima）是火星阿西达里亚海区的一座撞击坑，该陨坑西近莫霍克陨击坑，南临更大的班贝格陨击坑，其中心坐标位于北纬43.03度、东经356.85度处，直径12.53公里（7.79英里）。该特征取名自美国华盛顿州雅基马镇，1976年被国际天文联合会行星系统命名工作组批准接受。

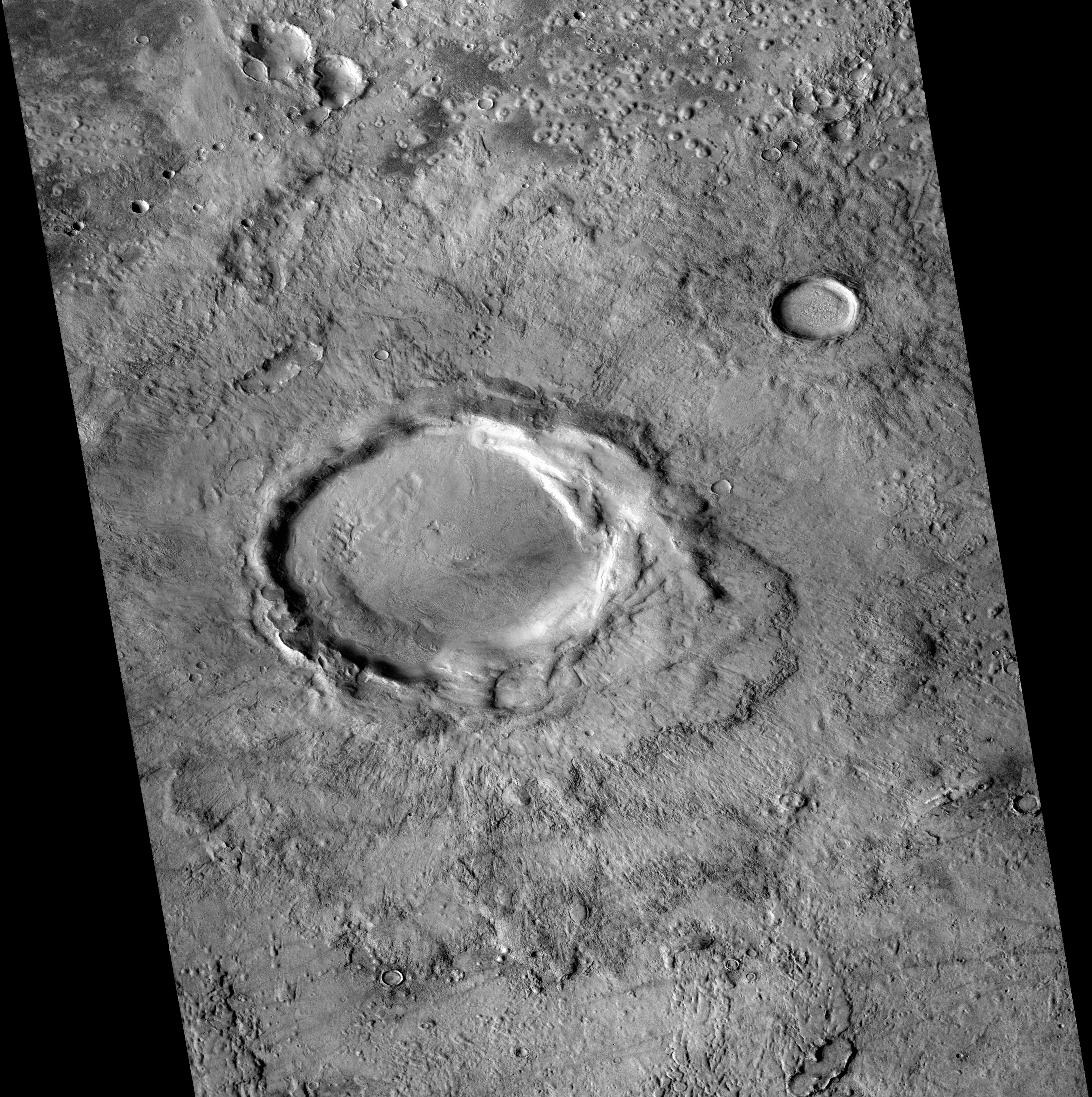
背景相机拍摄的亚基马陨击坑